# André Gill
Pour les articles homonymes, voir Gill.
André Gill, pseudonyme de Louis-Alexandre Gosset de Guines, né le 17 octobre 1840 à Paris et mort le 1er mai 1885 à Saint-Maurice, est un caricaturiste, peintre et chansonnier français.

## Biographie

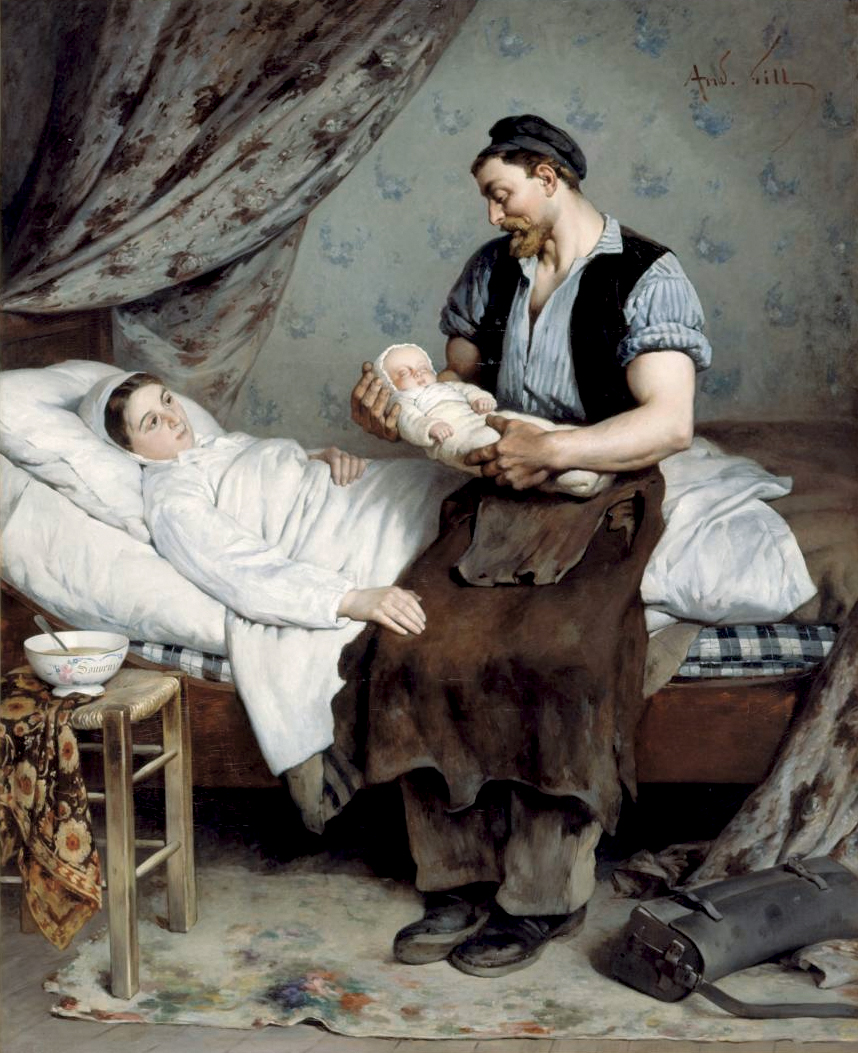
Le Nouveau-né (1881}, Paris, Petit Palais. Gill se représente avec son fils Jacques qui mourra peu après.

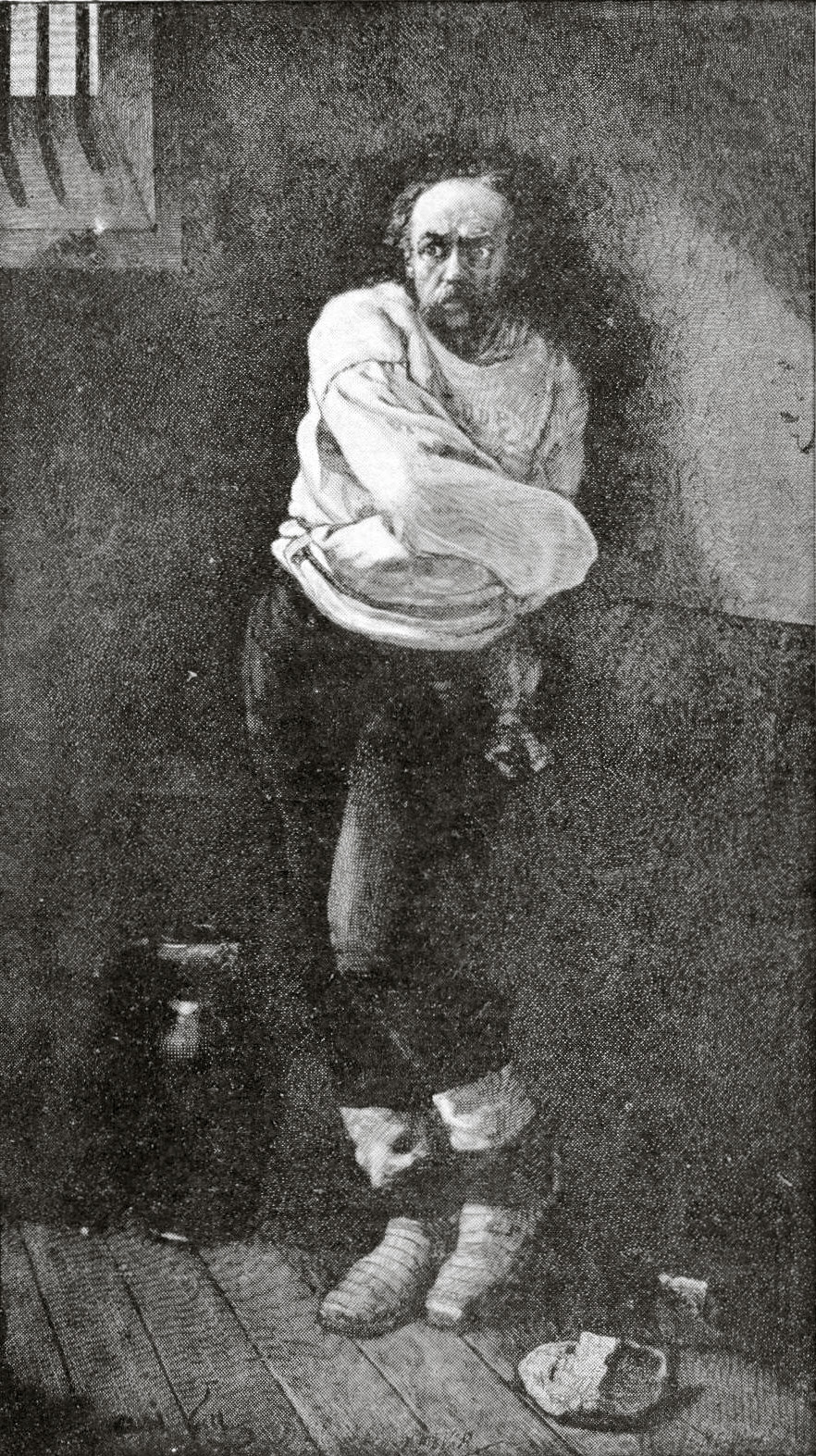
Le Fou, dessin d'après le tableau de Gill exposé au Salon de 1882, a fléchi les rigueurs de la critique et apitoyé les âmes sensibles,,.

Il est le fils naturel du comte de Guines et de Silvie-Adeline Gosset, couturière née le 7 juillet 1818 à Landouzy-la-Ville en Thiérache dans l'Aisne. Ses amis le surnommaient « le beau Geille » – c’est ainsi que lui-même prononçait son nom.
Sous le Second Empire, il publie ses premiers dessins en 1859 dans le Journal amusant puis le Hanneton. Ses dessins paraissent dans le journal La Rue de son ami Jules Vallès, ainsi que dans des journaux satiriques comme Le Charivari, La Lune (1866), L'Éclipse (1868). Il publie aussi dans des revues dont il est le fondateur comme Gill-Revue (1868), La Parodie (1869-1870), La Lune rousse (1876), Les Hommes d'aujourd'hui (1878), La Petite Lune (1878-1879), L’Esclave ivre (1881) et a illustré une édition de L'Assommoir d'Émile Zola.
C'est dans L'Éclipse qu'est publié, le 19 juillet 1874, le dessin de Madame Anastasie qui devient l'illustration emblématique de la censure avec laquelle il est souvent confronté. C'est la représentation la plus connue d'Anastasie,,. Il représente une femme âgée, aux ongles crochus, probablement domestique ou concierge, qui porte sur l'épaule une chouette et tient sous le bras de gigantesques ciseaux. 
André Gill est souvent crédité, à travers ce dessin, de l'invention de ce personnage,. Toutefois, si l'ajout de la chouette, oiseau de nuit qui incarne l'obscurité et qui fait référence à l'expression populaire « une vieille chouette », est bien une idée d'André Gill, Christian Delporte, suivi par Olivier Forcade, montre que l'incarnation de la censure dans un personnage féminin nommé Anastasie est antérieure à ce dessin,,.
Le 10 mai 1868 Gill dessine pour la une de ce même journal L'éclipse une caricature de l'avocat et journaliste noir Victor Cochinat. Cette affiche présente Cochinat à demi-nu dans une pose tribale et qui fait directement référence aux personnes des colonies exhibées lors des expositions coloniales à Paris.
André Gill reste également connu dans l'histoire littéraire pour avoir été un contact d'Arthur Rimbaud qu'il aurait hébergé — peut-être à son insu — au 89, rue d'Enfer lors du premier véritable séjour du poète à Paris, en février 1871.
Gill ne s'engagea que du bout des lèvres dans la Commune de Paris en 1871, acceptant tout de même de participer à la Fédération des artistes de Gustave Courbet et la responsabilité d'administrateur du musée du Luxembourg.
À l'occasion des élections législatives, en 1877 puis en 1885, il publie une feuille vendue 5 centimes et intitulée Le Bulletin de vote, présentant certains des candidats, avec un portrait dessiné par lui-même gravé par Baret et un texte partisan rédigé par un journaliste. Soixante-douze numéros paraissent en 1877 et d'autres en 1885.
Il fait partie du cercle des poètes Zutiques en compagnie de son ami et disciple Émile Cohl. Après la chute de la Commune, il délaissa la caricature pour éviter les poursuites et s'enthousiasma pour l’Impressionnisme, sans toutefois rencontrer dans la peinture le même succès que dans le journalisme. Tandis qu'il traversait des difficultés financières, son fils Jacques mourut prématurément en 1881.
Gill est retrouvé le 16 octobre 1881 errant dans les rues de Bruxelles : manifestement désorienté, il semble avoir vagabondé à travers bois depuis des jours. Il est alors conduit par deux de ses amis dans une maison de santé à Evere, au nord de Bruxelles. Ses amis Jules Vallès et Callet le ramènent à Paris avec les difficultés les plus grandes et Émile Cohl organise une souscription lors de son internement à l'asile de Charenton en 1883.
Alphonse Daudet rapporte dans la préface aux mémoires du caricaturiste son témoignage sur les derniers jours d'André Gill : « Un jour, en sortant, je heurte sur le palier quelqu'un sonnant à ma porte. “Tiens !… Gill !…” Gill, maigri, des cheveux blancs, mais toujours beau, toujours son cordial sourire de grand enfant sensuel et bon. “Je sors de Charenton … Je suis guéri …” Et l'on descendit au Luxembourg. […] Trois jours après, on le ramassait sur une route de campagne, jeté en travers d'un tas de pierres, l'épouvante dans les yeux, la bouche ouverte, le front vide, fou, “re-fou”. »
Il mourut dans un cabanon de Charenton au début mai 1885 et fut inhumé au Père-Lachaise.Il est inhumé à Paris au cimetière du Père-Lachaise (division 95 le long de l'avenue transversale n°2), son buste par Laure Coutan orne sa sépulture.
Certaines de ses caricatures d'hommes de son temps sont restées célèbres : Léon Gambetta, Victor Hugo, Richard Wagner, Alexandre Dumas père, Georges Bizet, Charles Dickens, Jules Verne, Adolphe Thiers.
Également chansonnier à Montmartre, il fréquente le Cabaret des Assassins — qui devait son nom à un tableau relatif aux crimes de Troppmann —, qui deviendra célèbre sous le nom Lapin Agile, dont il peint en 1875 en guise d'enseigne un lapin bondissant d'une casserole en cuivre. Par jeu de mots, le « lapin à Gill » devint le « Lapin Agile ». L'original de l'enseigne est conservé à Paris au musée de Montmartre.
Un volume de vers, La Muse à Bibi, parut sous son nom en 1880. Il n'en était en réalité que le co-auteur avec Louis de Gramont. Ces poèmes avaient paru dans la revue La Petite Lune en 1878.
Pour les dix ans de sa mort, un banquet est organisé à Montmartre et Auguste Roedel en fait l'affiche.

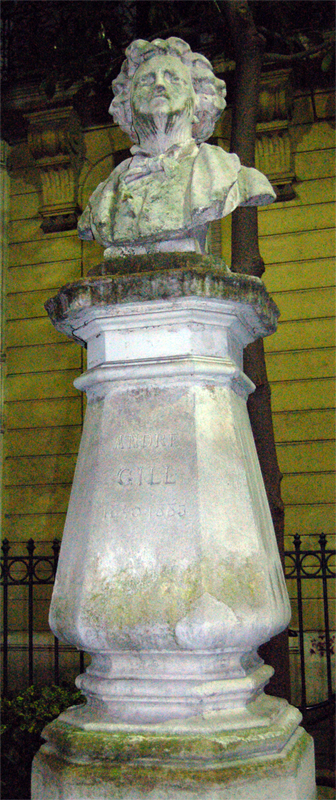
Anonyme, Monument à André Gill, Paris, rue André-Gill.
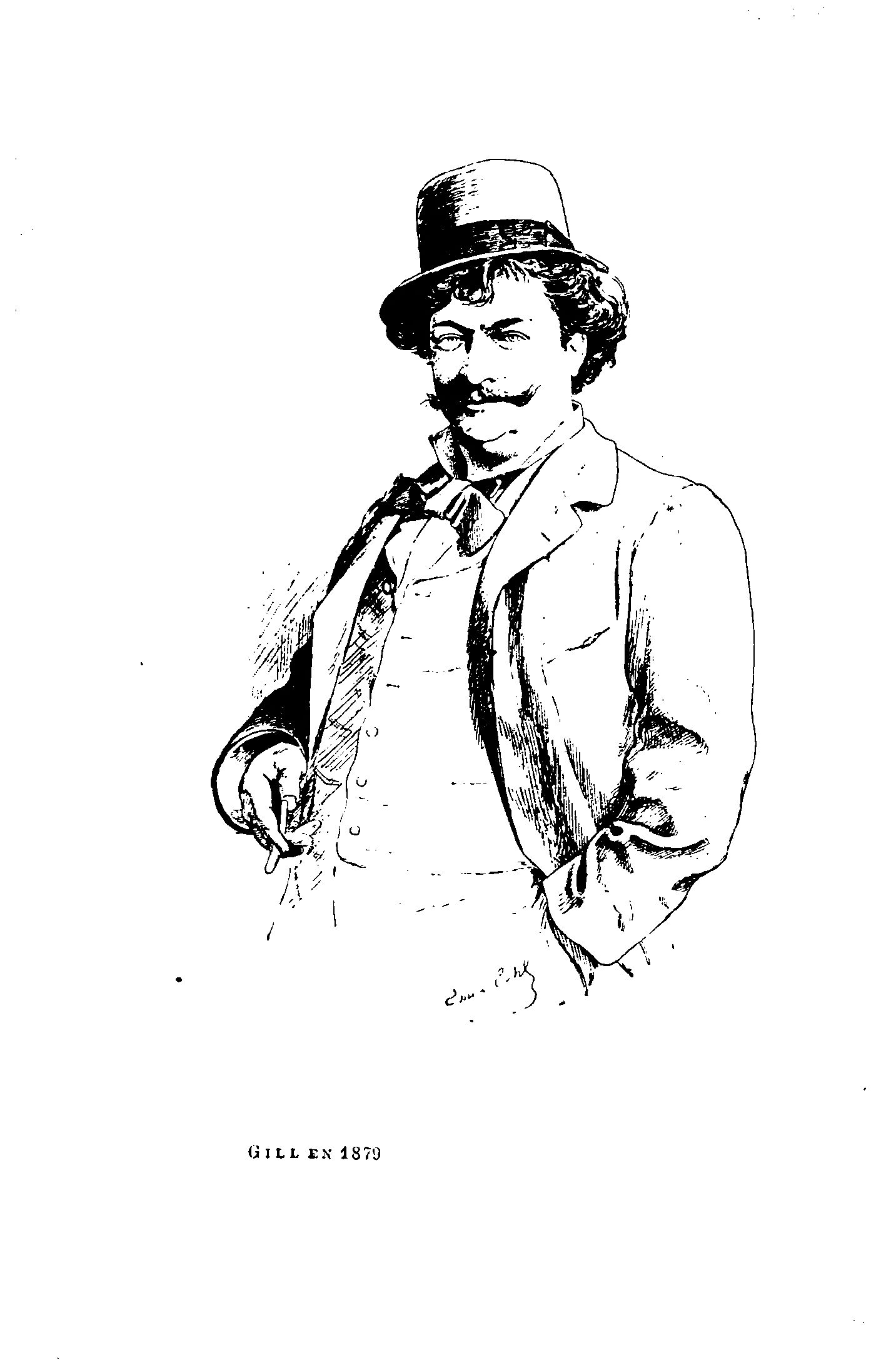
Émile Cohl, Portrait de Gill (1879).
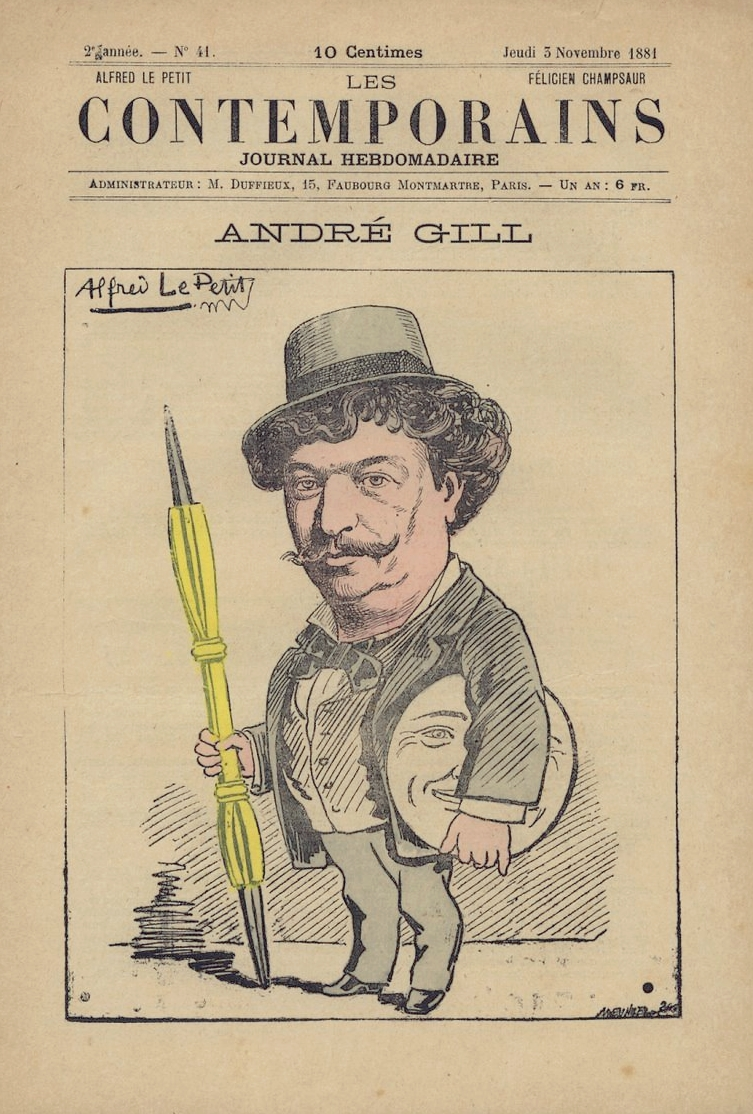
André Gill caricaturé par son collègue Alfred Le Petit pour l'hebdomadaire Les Contemporains, n°41, 1881.

## Citations
- Courteline disait de lui : « Gill, à soi seul, est toute une époque, comme Hugo tout un siècle[29]. »
- Le poète Jules Jouy l'a dépeint ainsi :

Fort comme un grand coq droit perché

Sur ses larges ergots de pierre

Moustache noire en croc, paupière

Où l'œil ne s'est jamais caché

Front que l'on voudrait empanaché

De quelques feutres à plume fière

Crayon d'or comme une rapière

Au point rudement accroché.
- « On ne songe qu'à fonder des maisons de fous, disait-il jadis en relevant sa moustache de son geste habituel, quand est-ce qu'on créera des maisons d'imbéciles ? »[31].

## Publication
- André Gill, Vingt années de Paris, préface d'Alphonse Daudet, Paris, édition C. Marpon et E. Flammarion, 1883 (en ligne).

## Œuvres
- Gray, musée Baron-Martin : Étude de maîtres par Gill “La vengeance et la justice divine poursuivant le crime”, d'après Pierre-Paul Prud'hon, 1868, gravure en couleur, 41 × 54 cm.

Œuvres d'André Gill
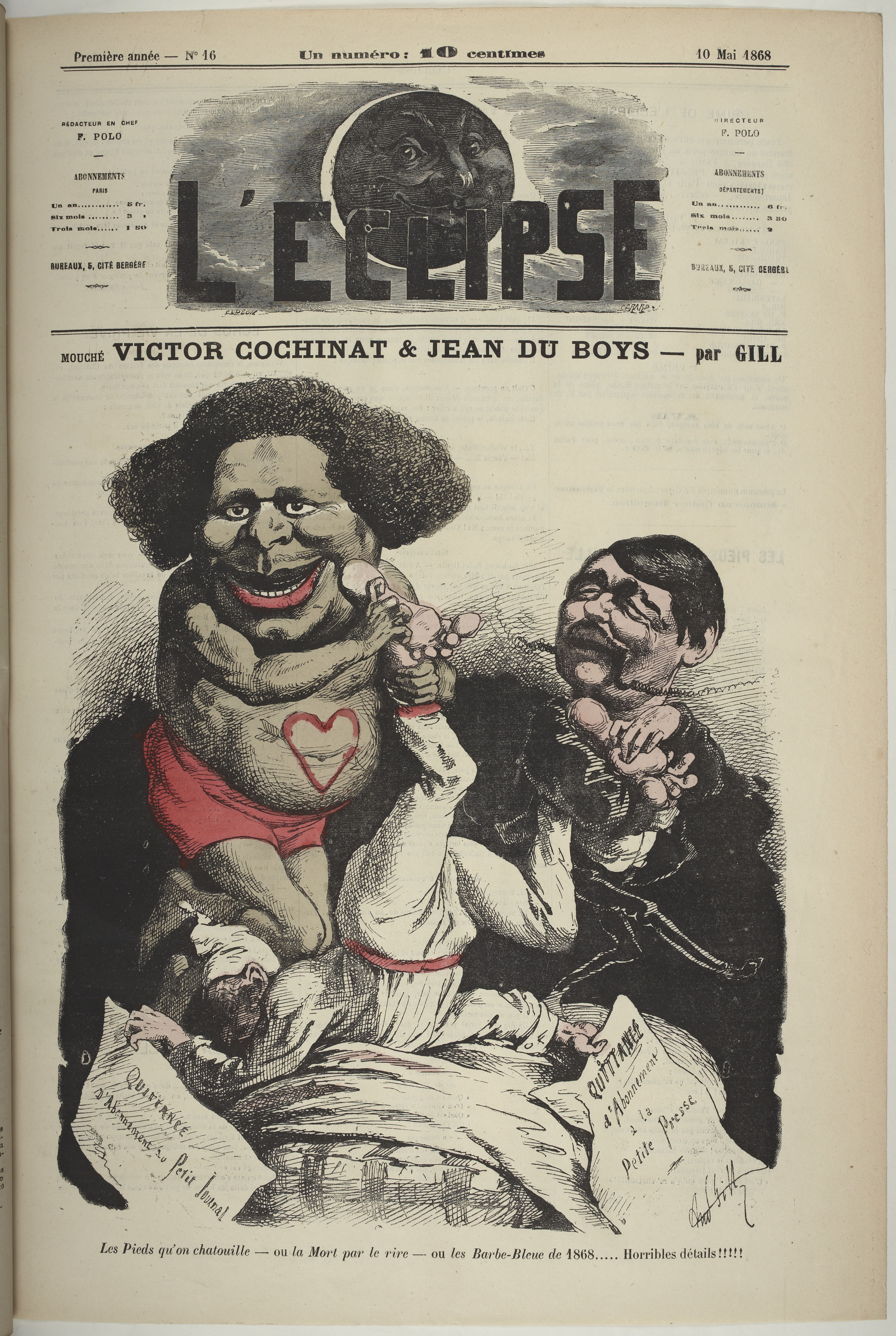
Victor Cochinat et Jean Du Boys, publié dans L'Éclipse du 10 mai 1868.
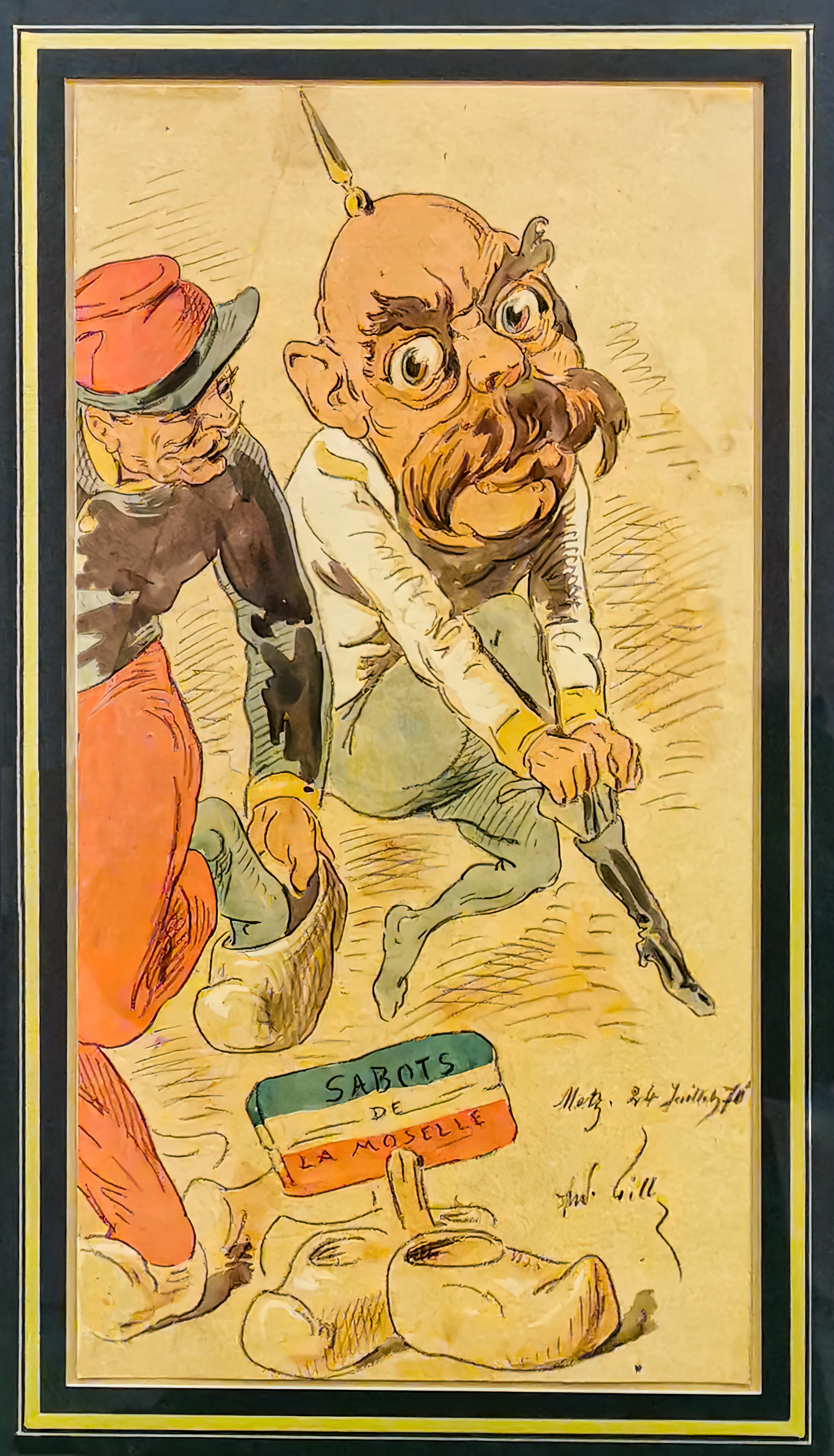
Sabot de la Moselle Aquarelle originale publié dans L'Éclipse du 1er aout 1870.
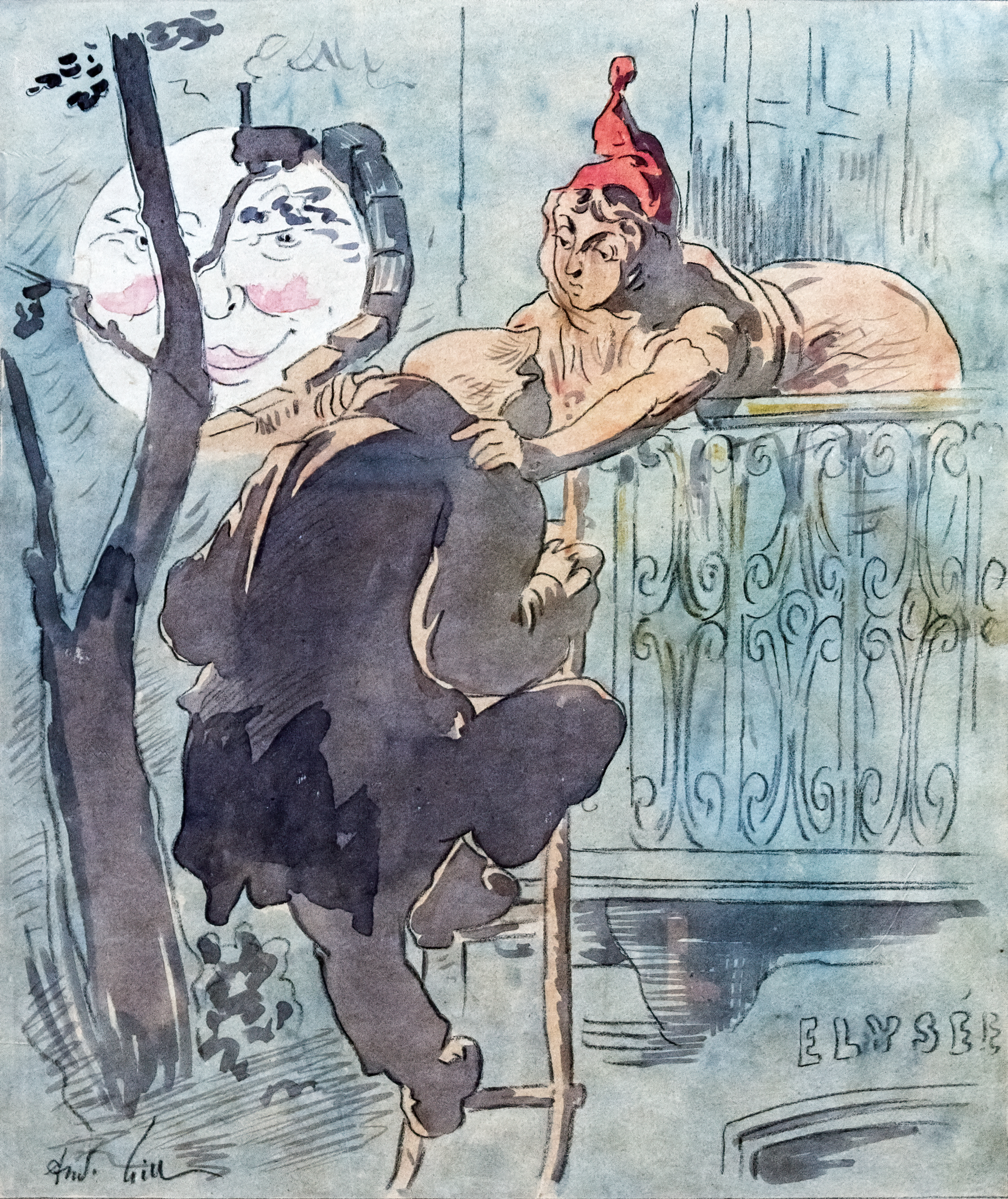
La Marianne repousse l'intrus de l’Élysée, aquarelle originale publié dans L'Éclipse du 21 avril 1872.
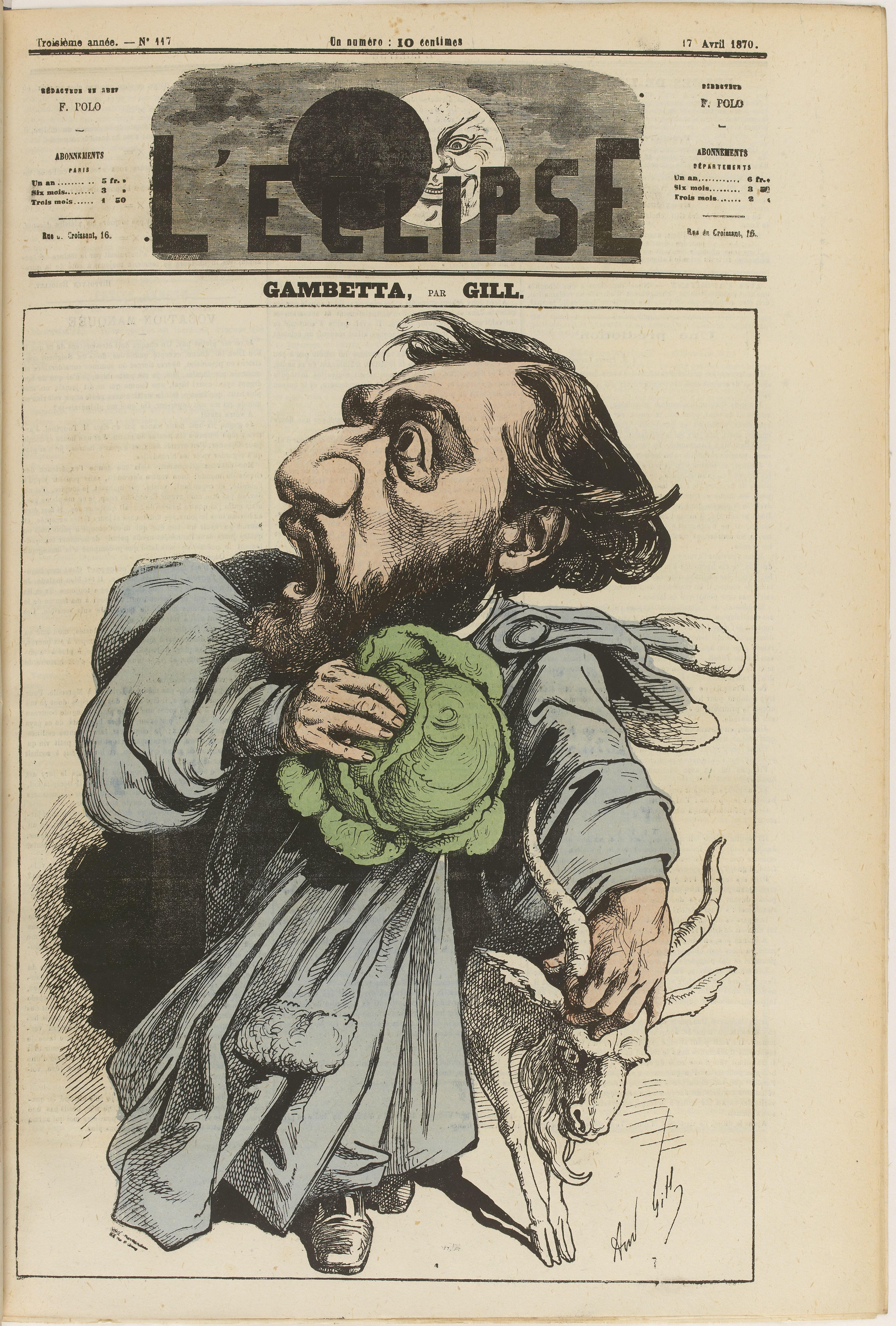
Léon Gambetta, publié dans L'Éclipse du 17 avril 1870.
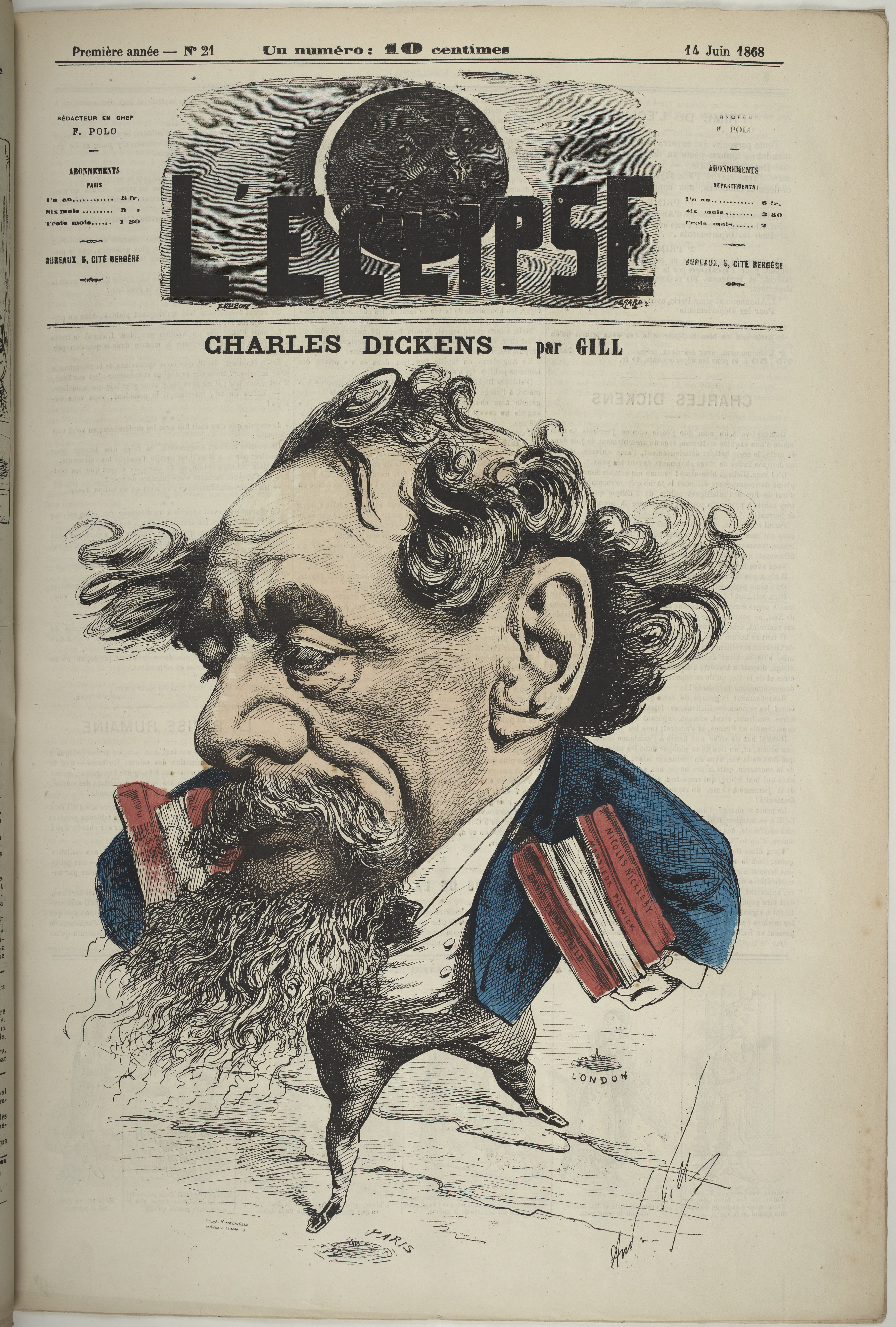
Charles Dickens traversant la Manche en emportant ses livres, publié dans L'Éclipse du 14 juin 1868.
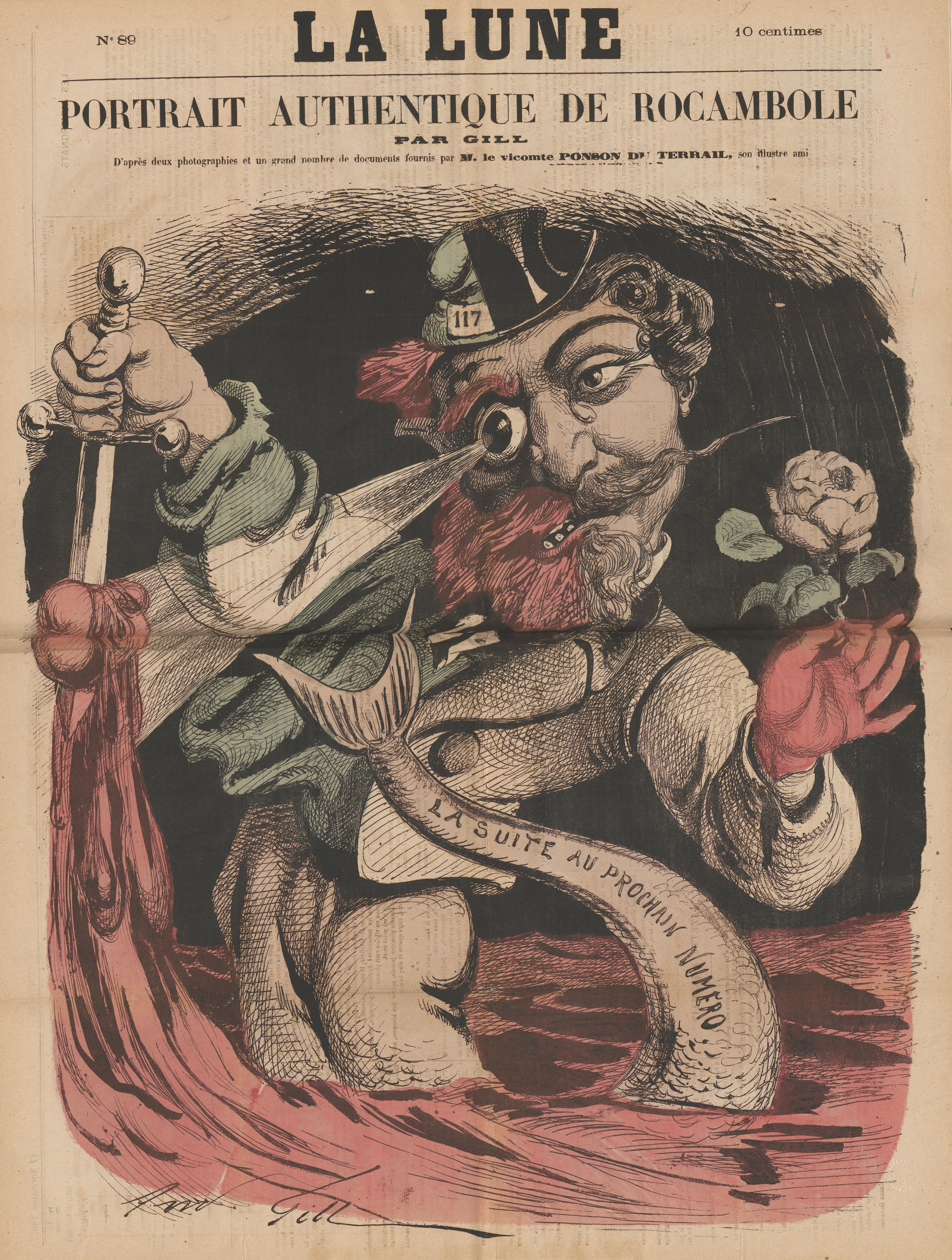
Napoléon III en Rocambole, publié dans La Lune du 11 novembre 1867.
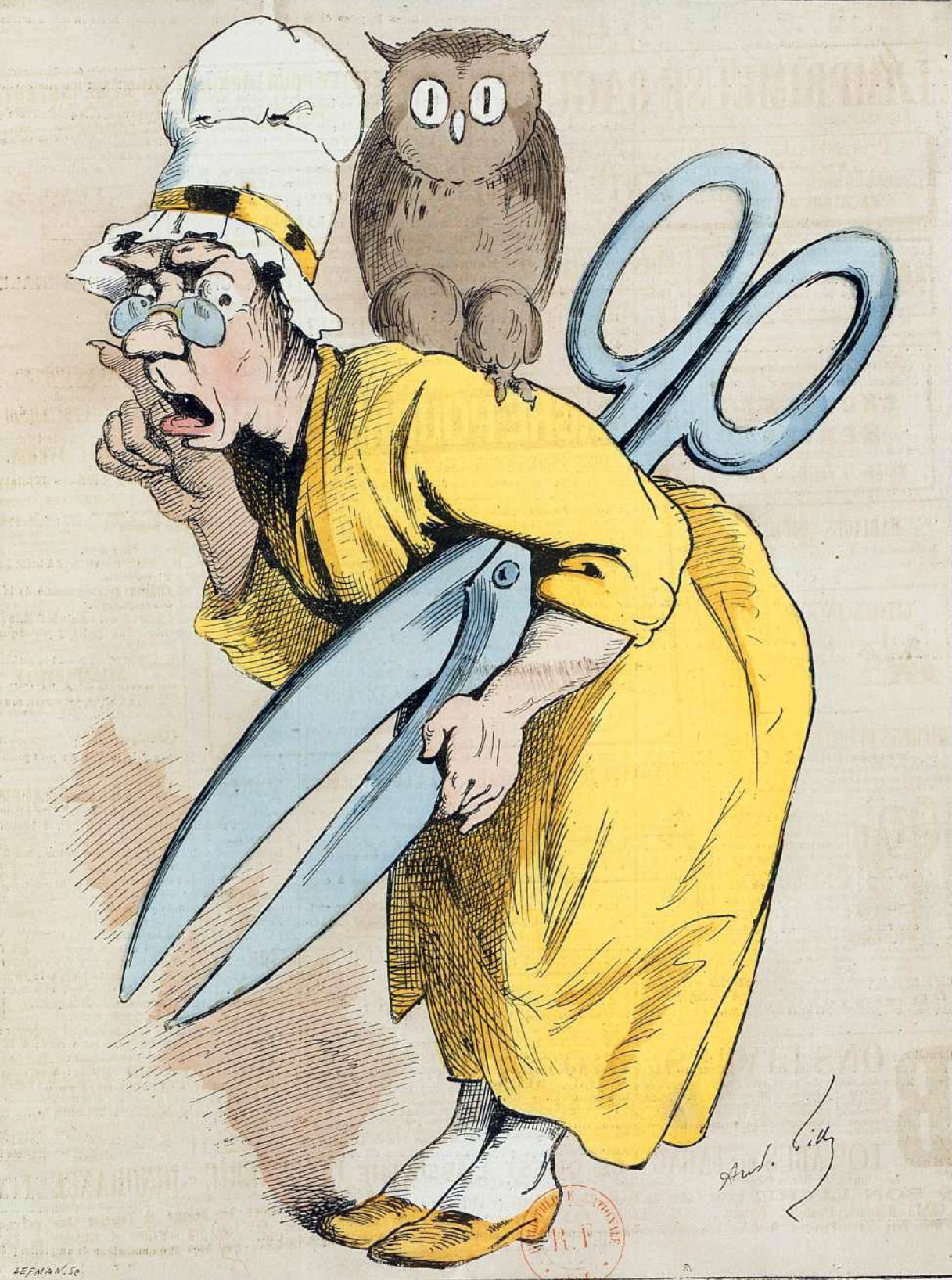
Madame Anastasie, figure satirique de la censure, publié dans L'Éclipse du 19 juillet 1874.
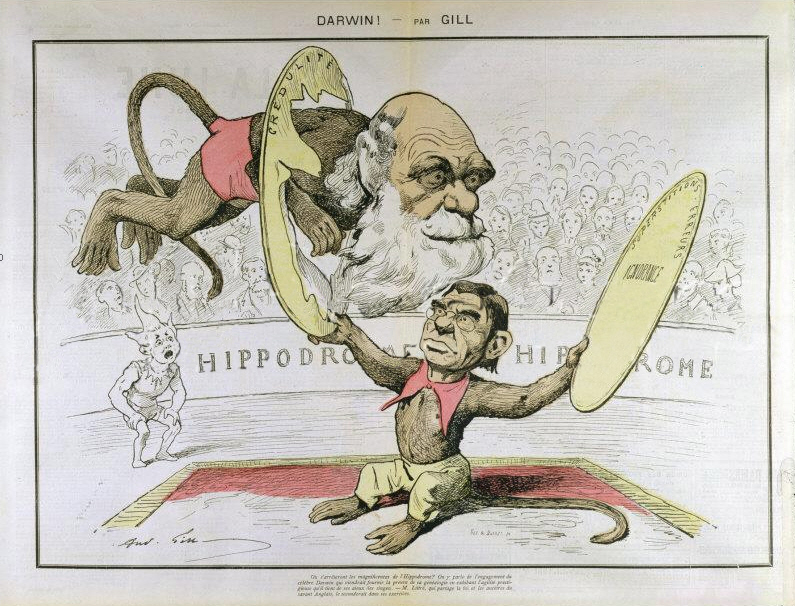
Émile Littré et Charles Darwin, publié dans La Lune Rousse du 18 août 1878.
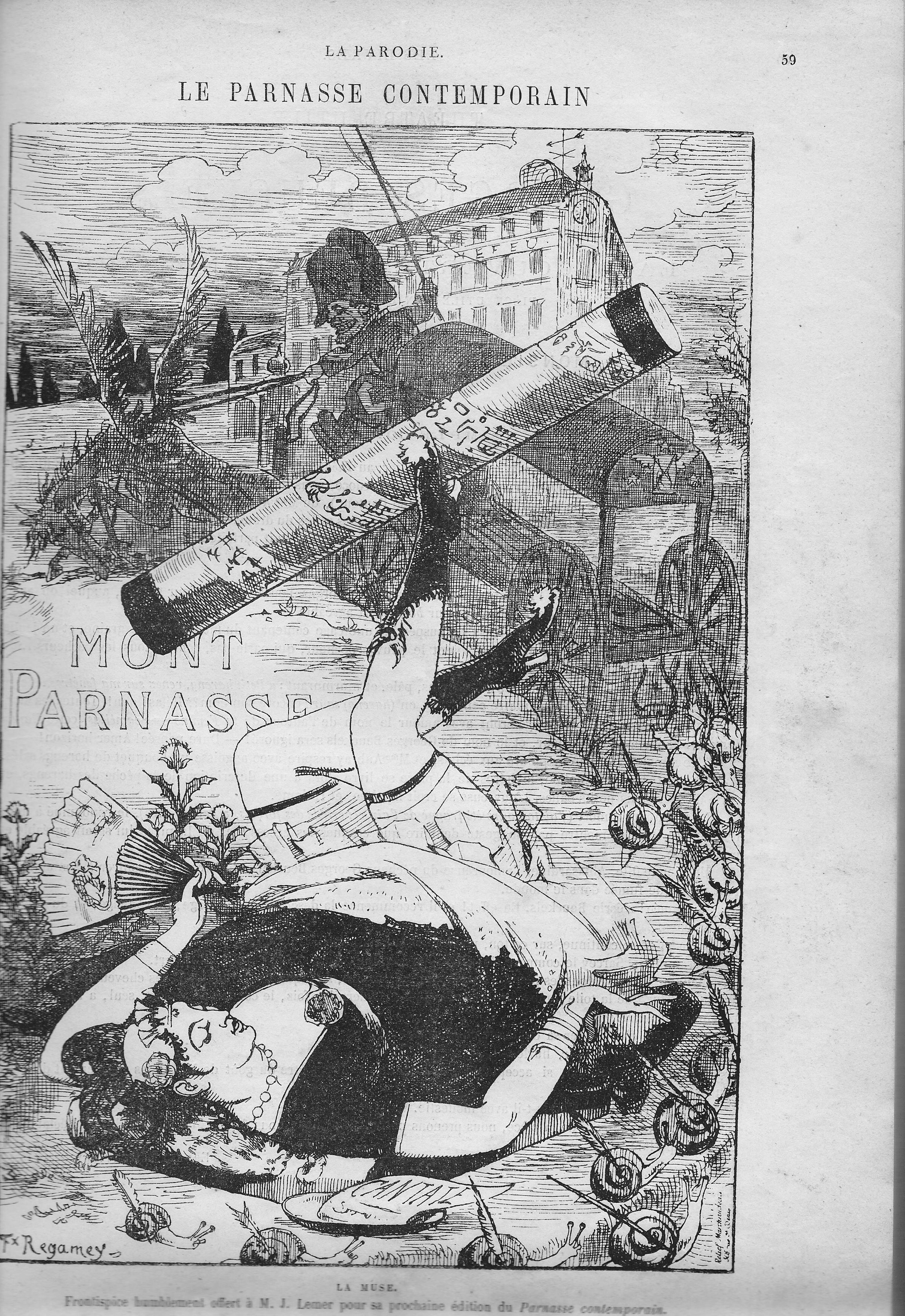
Le Parnasse contemporain vu par Félix Régamey, publié dans La Parodie.
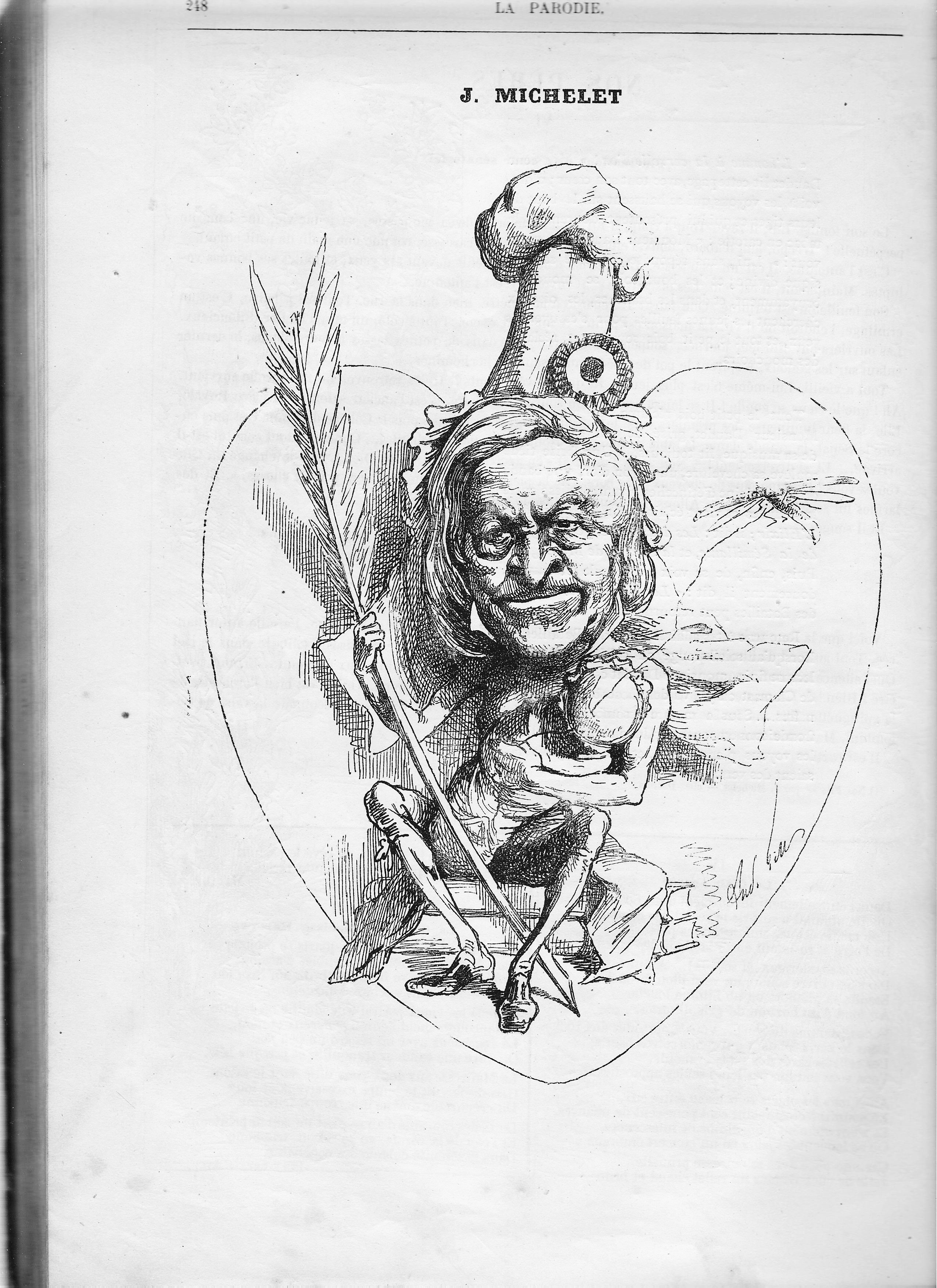
Michelet, publié dans La Parodie.
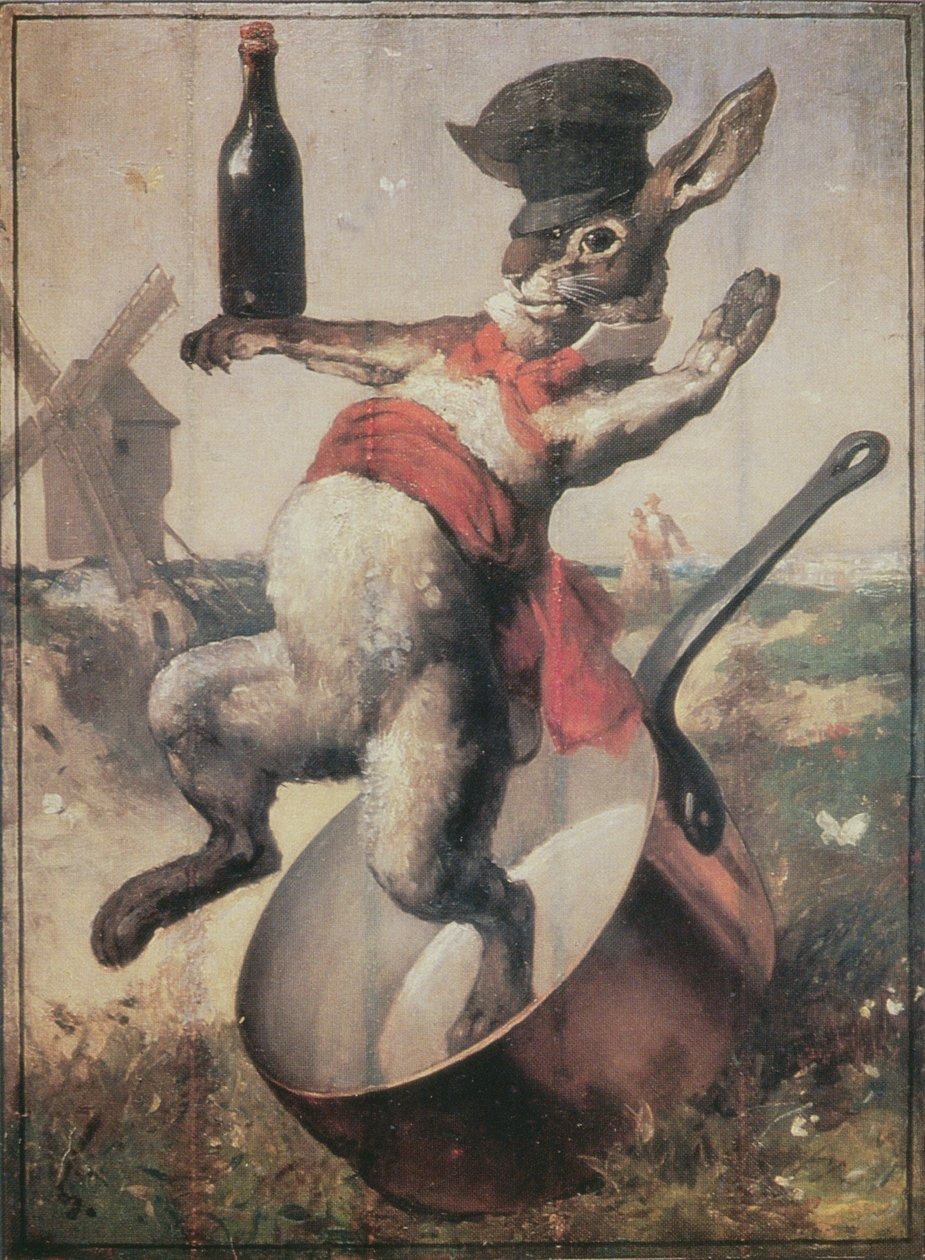
L'enseigne du Lapin Agile.